# 武井正晴
武井 正晴（たけい まさはる、1981年2月18日 - ）は、元東海テレビ放送アナウンサー。2020年9月現在は、同局ディレクター。神奈川県座間市出身。神奈川県立座間高等学校、立教大学を卒業。2004年入社。血液型はAB型。
特技は趣味としているダーツ。
入社当初はスポーツアナとしてプロ野球中継などに出演。
ニュースやぴーかんテレビのコーナーで特徴あるイラストを交えて出演していたが、2010年6月30日をもってアナウンス部を離れた。

## 過去の出演番組
- FNN東海テレニュース
- ぴーかんテレビ
- 三重テレビナイター
- FNS27時間テレビ にほんのれきし
  - れきし自慢!大賞の東海テレビ代表として出演